# Chapayal, Salto de Agua
Chapayal är en ort i Mexiko.   Den ligger i kommunen Salto de Agua och delstaten Chiapas, i den sydöstra delen av landet, 800 km öster om huvudstaden Mexico City. Chapayal ligger 220 meter över havet och antalet invånare är 132.
Terrängen runt Chapayal är huvudsakligen kuperad, men den allra närmaste omgivningen är platt. Terrängen runt Chapayal sluttar norrut. Runt Chapayal är det ganska tätbefolkat, med 54 invånare per kvadratkilometer. Närmaste större samhälle är Belisario Domínguez, 18,2 km nordost om Chapayal. Trakten runt Chapayal består till största delen av jordbruksmark.